# Wolfgang Pichler
Wolfgang Pichler, född 23 januari 1955 i Ruhpolding i Bayern, är en tysk skidskyttetränare och före detta längdskidåkare och skidskytt. 
År 2002 blev Pichler tränare för det svenska skidskyttelandslaget, ett uppdrag han även hade mellan 1995 och 1998. Mellan åren 1998 och 2002 var han personlig tränare åt Magdalena Forsberg. Säsongen 2010/2011 var han enbart tränare för de svenska damerna. 2011 tog Pichler över som tränare för de ryska skidskyttedamerna med sikte på OS i Sotji 2014. År 2015 återvände Pichler som tränare för det svenska skidskyttelandslaget. I januari 2019 meddelade han att han skulle sluta som Sveriges landslagstränare efter säsongen 2018–2019.
År 2007 fick Wolfgang Pichler ta emot TV-sportens Sportspegelpris på den Svenska Idrottsgalan för sin insats med det svenska skidskyttelandslaget.
Pichlers främsta meriter som skidskytt är en 19:e plats i världscupen och en andraplats i de tyska mästerskapen. Som längdåkare var han under en tid med i det tyska B-landslaget och nådde en fjärdeplats i de tyska mästerskapen som bäst.
Pichler har arbetat halvtid som tulltjänsteman. Han bor i Ruhpolding och har två barn, Johannes och Julia, från ett tidigare äktenskap.